# Badminton-Mannschaftseuropameisterschaft 2014 (Herren)
Bei der Badminton-Mannschaftseuropameisterschaft 2014 wurden die europäischen Mannschaftstitelträger bei den Herrenteams ermittelt. Die Titelkämpfe fanden vom 11. bis zum 16. Februar 2014 in der St. Jakobshalle Basel statt. Die Meisterschaft war gleichzeitig Qualifikationsturnier für den Thomas Cup 2014.

## Aufstellungen
| Nr. | Land        | Aufstellung |
| --- | ----------- | --- |
| 1   | Dänemark    | Viktor Axelsen, Mathias Boe, Mads Conrad-Petersen, Rasmus Fladberg, Emil Holst, Jan Ø. Jørgensen, Anders Kristiansen, Carsten Mogensen, Mads Pieler Kolding, Flemming Quach, Anders Skaarup Rasmussen, Kim Astrup, Hans-Kristian Vittinghus |
| 1   | Irland      | Ciaran Chambers, Jonathan Dolan, Scott Evans, Stuart Lightbody, Daniel Magee, Sam Magee, Joshua Magee, Andrew McKee, Tony Murphy, Liam O’Leary, Tony Stephenson, Ryan Stewart, David Walsh                                                  |
| 1   | Tschechien  | Jakub Bitman, Pavel Florián, Jan Fröhlich, Jaromír Janáček, Ondřej Kopřiva, Petr Koukal, Milan Ludík, Adam Mendrek, Lukáš Zevl |
| 1   | Slowakei    | Dávid Balucha, Milan Dratva, Ján Fiľ, Matej Hliničan, Bohumil Kašela, Juraj Vachálek, Jarolím Vícen |
| 2   | Deutschland | Dieter Domke, Richard Domke, Michael Fuchs, Andreas Heinz, Fabian Holzer, Peter Käsbauer, Ingo Kindervater, Fabian Roth, Lars Schänzler, Lukas Schmidt, Johannes Schöttler, Max Schwenger, Josche Zurwonne, Marc Zwiebler                   |
| 2   | Slowenien   | Alen Roj, Miha Horvat, Kek Jamnik, Denis Peshehonov, Luka Petrič, Iztok Utroša |
| 2   | Bulgarien   | Sarkis Agopyan, Peyo Boichinov, Jasen Borisov, Blagovest Kisyov, Stilian Makarski, Gergin Nedyalkov, Ivan Rusev, Filip Shishov |
| 2   | Schweiz     | Mathias Bonny, Anthony Dumartheray, Christoph Heiniger, Thomas Heiniger, Christian Kirchmayr, Lukas Nussbaumer, Oliver Schaller, Florian Schmid, Gilles Tripet                                                                              |
| 3   | England     | Chris Adcock, Carl Baxter, Ben Beckman, Chris Coles, Andrew Ellis, Marcus Ellis, Alex Lane, Chris Langridge, Peter Mills, Matthew Nottingham, Rajiv Ouseph, Sam Parsons, Toby Penty, Rhys Walker, Tom Wolfenden                             |
| 3   | Schottland  | Robert Blair, Martin Campbell, Matthew Carder, Adam Hall, Patrick MacHugh, Calum Menzies, Kieran Merrilees, Josh Neil, Jamie Neill, Gordon Thomson, Ben Torrance, Keith Turnbull, Paul van Rietvelde                                        |
| 3   | Belgien     | Freek Golinski, Simon Eeckhoudt, Matijs Dierickx, Nick Marcoen, Put Marijn, Maxime Moreels, Floris Oleffe, Yuhan Tan, Sam Van Den Broeck, Nathan Vervaeke                                                                                   |
| 3   | Island      | Jonas Baldursson, Birkir Steinn Erlingsson, Egill Gudlaugsson, Kári Gunnarsson, Robert Thor Henn, Atli Jóhannesson, Daníel Thomsen |
| 4   | Finnland    | Henri Aarnio, Eetu Heino, Iikka Heino, Anton Kaisti, Kalle Koljonen, Mika Köngäs, Ville Lång |
| 4   | Russland    | Andrej Ashmarin, Evgeny Dremin, Vitaliy Durkin, Vladimir Ivanov, Rodion Kargaev, Nikita Khakimov, Vasily Kuznetsov, Sergey Lunev, Vladimir Malkov, Ivan Sozonov, Anatoliy Yartsev                                                           |
| 4   | Italien     | Giacomo Battaglino, Matteo Bellucci, Giovanni Greco, Pirmin Klotzner, Rosario Maddaloni, Thomas Mair, Marco Mondavio, Lukas Osele, Andreas Stocker, Kevin Strobl                                                                            |
| 4   | Israel      | Afik Asulin, Alexander Bass, Itay Elazar, Shai Geffen, Oleg Khutoraner, Alex Klimenko, Lior Kroitor, Ariel Shainski, Ilan Yusim, Misha Zilberman, Matan Zyskind                                                                             |
| 5   | Schweden    | Mathias Borg, Jonathan Marcus Forsberg, Albin Carl Hjelm, Henri Hurskainen, Patrik Lundqvist, Filip Michael Duwall Myhren, Jacob Nilsson, Jonathan Nordh, Nico Ruponen, Magnus Sahlberg, Gabriel Ulldahl, Mattias Wigardt                   |
| 5   | Niederlande | Jacco Arends, Ruud Bosch, Mark Caljouw, Jorrit de Ruiter, Vincent de Vries, Nick Fransman, Jelle Maas, Erik Meijs, Eric Pang, Koen Ridder, Robin Tabeling, Justin Teeuwen                                                                   |
| 5   | Österreich  | Matthias Almer, Daniel Graßmück, Michael Lahnsteiner, David Obernosterer, Dominik Stipsits, Vilson Vattanirappel, Luka Wraber, Roman Zirnwald                                                                                               |
| 5   | Wales       | Gareth Cox, Daniel Font, Oliver Gwilt, Robert John, Michael Thomas Kinnear, Mo Tsung Fong, Joe Morgan, Matthew Thomas Pritchard, Adam Stewart, Nic Strange, Rhys Thomas, Matthew David Vacher                                               |
| 5   | Estland     | Rainer Kaljumae, Kristjan Kaljurand, Raul Kasner, Karl Kivinurm, Vahur Lukin, Raul Must, Heiki Sorge, Heiko Zoober |
| 6   | Frankreich  | Baptiste Carême, Lucas Claerbout, Laurent Constantin, Lucas Corvée, Bastian Kersaudy, Ronan Labar, Brice Leverdez, Matthieu Lo Ying Ping, Gaëtan Mittelheisser, Thomas Rouxel, Sylvain Ternon                                               |
| 6   | Ukraine     | Valeriy Atrashchenkov, Kyrylo Leonov, Gennadiy Natarov, Artem Pochtarev, Dmytro Zavadsky |
| 6   | Spanien     | Victor Martín, Luís Enrique Peñalver, Pablo Sanmartín, Manuel Vázquez |
| 6   | Litauen     | Povilas Bartušis, Kazimieras Dauskurtas, Tautvydas Liorančas, Kęstutis Navickas, Alan Plavin, Ignas Reznikas, Renaldas Sileris, Edgaras Slušnys, Laurynas Sparnauskis                                                                       |
| 6   | Norwegen    | Magnus Christensen, Johannes Hagen, Fredrik Kristensen, Jesper Kristensen, Anders Leirud, Marius Myhre, Nikolai Svensson |

## Gruppe 1
| Platz | Team       | Pld | W | L | MF | MA | MD  | GF | GA | GD  | PF  | PA  | PD   | Pts | Qualifikation |
| ----- | ---------- | --- | - | - | -- | -- | --- | -- | -- | --- | --- | --- | ---- | --- | ------------- |
| 1     | Dänemark   | 3   | 3 | 0 | 15 | 0  | +15 | 30 | 1  | +29 | 647 | 397 | +250 | 3   | Q             |
| 2     | Tschechien | 3   | 2 | 1 | 8  | 7  | +1  | 17 | 19 | −2  | 612 | 630 | −18  | 2   |               |
| 3     | Irland     | 3   | 1 | 2 | 7  | 8  | −1  | 16 | 17 | −1  | 591 | 549 | +42  | 1   |               |
| 4     | Slowakei   | 3   | 0 | 3 | 0  | 15 | −15 | 4  | 30 | −26 | 428 | 702 | −274 | 0   |               |

## Gruppe 2
| Platz | Team        | Pld | W | L | MF | MA | MD  | GF | GA | GD  | PF  | PA  | PD   | Pts | Qualifikation |
| ----- | ----------- | --- | - | - | -- | -- | --- | -- | -- | --- | --- | --- | ---- | --- | ------------- |
| 1     | Deutschland | 3   | 3 | 0 | 14 | 1  | +13 | 29 | 2  | +27 | 644 | 345 | +299 | 3   | Q             |
| 2     | Slowenien   | 3   | 2 | 1 | 9  | 6  | +3  | 19 | 15 | +4  | 604 | 614 | −10  | 2   |               |
| 3     | Bulgarien   | 3   | 1 | 2 | 5  | 10 | −5  | 12 | 20 | −8  | 544 | 624 | −80  | 1   |               |
| 4     | Schweiz     | 3   | 0 | 3 | 2  | 13 | −11 | 5  | 28 | −23 | 471 | 680 | −209 | 0   |               |

## Gruppe 3
| Platz | Team       | Pld | W | L | MF | MA | MD  | GF | GA | GD  | PF  | PA  | PD   | Pts | Qualifikation |
| ----- | ---------- | --- | - | - | -- | -- | --- | -- | -- | --- | --- | --- | ---- | --- | ------------- |
| 1     | England    | 3   | 3 | 0 | 13 | 2  | +11 | 24 | 7  | +17 | 614 | 469 | +145 | 3   | Q             |
| 2     | Schottland | 3   | 2 | 1 | 9  | 6  | +3  | 22 | 12 | +10 | 639 | 565 | +74  | 2   |               |
| 3     | Belgien    | 3   | 1 | 2 | 7  | 8  | −1  | 15 | 18 | −3  | 553 | 579 | −26  | 1   |               |
| 4     | Island     | 3   | 0 | 3 | 1  | 14 | −13 | 5  | 29 | −24 | 508 | 701 | −193 | 0   |               |

## Gruppe 4
| Platz | Team     | Pld | W | L | MF | MA | MD  | GF | GA | GD  | PF  | PA  | PD   | Pts | Qualifikation |
| ----- | -------- | --- | - | - | -- | -- | --- | -- | -- | --- | --- | --- | ---- | --- | ------------- |
| 1     | Finnland | 3   | 3 | 0 | 13 | 2  | +11 | 27 | 8  | +19 | 686 | 532 | +154 | 3   | Q             |
| 2     | Russland | 3   | 2 | 1 | 12 | 3  | +9  | 26 | 8  | +18 | 689 | 473 | +216 | 2   | Q             |
| 3     | Italien  | 3   | 1 | 2 | 3  | 12 | −9  | 6  | 24 | −18 | 413 | 607 | −194 | 1   |               |
| 4     | Israel   | 3   | 0 | 3 | 2  | 13 | −11 | 7  | 26 | −19 | 474 | 650 | −176 | 0   |               |

## Gruppe 5
| Platz | Team        | Pld | W | L | MF | MA | MD  | GF | GA | GD  | PF  | PA  | PD   | Pts | Qualifikation |
| ----- | ----------- | --- | - | - | -- | -- | --- | -- | -- | --- | --- | --- | ---- | --- | ------------- |
| 1     | Schweden    | 4   | 4 | 0 | 16 | 4  | +12 | 32 | 12 | +20 | 872 | 668 | +204 | 4   | Q             |
| 2     | Niederlande | 4   | 3 | 1 | 17 | 3  | +14 | 36 | 10 | +26 | 896 | 689 | +207 | 3   |               |
| 3     | Österreich  | 4   | 2 | 2 | 8  | 12 | −4  | 19 | 25 | −6  | 780 | 761 | +19  | 2   |               |
| 4     | Estland     | 4   | 1 | 3 | 4  | 16 | −12 | 14 | 33 | −19 | 712 | 915 | −203 | 1   |               |
| 5     | Wales       | 4   | 0 | 4 | 5  | 15 | −10 | 11 | 32 | −21 | 620 | 847 | −227 | 0   |               |

## Gruppe 6
| Platz | Team       | Pld | W | L | MF | MA | MD  | GF | GA | GD  | PF  | PA  | PD   | Pts | Qualifikation |
| ----- | ---------- | --- | - | - | -- | -- | --- | -- | -- | --- | --- | --- | ---- | --- | ------------- |
| 1     | Ukraine    | 4   | 4 | 0 | 17 | 3  | +14 | 36 | 12 | +24 | 939 | 711 | +228 | 4   | Q             |
| 2     | Frankreich | 4   | 3 | 1 | 17 | 3  | +14 | 37 | 8  | +29 | 919 | 585 | +334 | 3   | Q             |
| 3     | Litauen    | 4   | 2 | 2 | 9  | 11 | −2  | 19 | 24 | −5  | 729 | 776 | −47  | 2   |               |
| 4     | Spanien    | 4   | 1 | 3 | 4  | 16 | −12 | 10 | 33 | −23 | 612 | 855 | −243 | 1   |               |
| 5     | Norwegen   | 4   | 0 | 4 | 3  | 17 | −14 | 9  | 34 | −25 | 574 | 846 | −272 | 0   |               |